# Macquartita
La macquartita és un mineral de la classe dels silicats. Rep el seu nom en honor de Louis Charles Henri Macquart (1745-1808), metge, químic i mineralogista francès.

## Característiques
La macquartita és un silicat de fórmula química Cu₂Pb₇(CrO₄)₄(SiO₄)₂(OH)₂. Va ser aprovada com a espècie vàlida per l'Associació Mineralògica Internacional l'any 1979. Cristal·litza en el sistema monoclínic. La seva duresa a l'escala de Mohs és 3,5.
Segons la classificació de Nickel-Strunz, la macquartita pertany a «09.HH - Silicats sense classificar, amb Pb» juntament amb els següents minerals: luddenita, creaseyita, plumbotsumita i molibdofil·lita.

## Formació i jaciments
Va ser descoberta l'any 1979 a la mina Mammoth-Saint Anthony, a Tiger, al districte de Mammoth del comtat de Pinal, Arizona (Estats Units), on sol trobar-se associada a altres minerals com: dioptasa, quars, wil·lemita, wulfenita, crisocol·la, hematites, fluorita i barita. És l'unic indret on ha estat descoberta aquesta espècie mineral.